# Kakoko Etepé
Kakoko Etepé (Léopoldville, Congo Belga, 22 de noviembre de 1950) es un exfutbolista de la República Democrática del Congo que jugaba en la posición de delantero.

## Carrera

### Club
| Periodo   | Club                 |
| --------- | -------------------- |
| 1968–1981 | CS Imana             |
| 1981–1982 | VfB Stuttgart        |
| 1982–1984 | 1. FC Saarbrücken    |
| 1984–1985 | Borussia Neunkirchen |

### Selección nacional
Jugó para Zaire en 31 ocasiones de 1970 a 1976 y anotó nueve goles; participó en la Copa Mundial de Fútbol de 1974, ganó la Copa Africana de Naciones 1974 en cuatro apariciones en el torneo.

## Logros

### Club
- Linafoot (2): 1974, 1978
- Copa de Zaire (2): 1974, 1978
- Oberliga Rheinland-Pfalz/Saar (1): 1982/83
- Copa de Sarre (1): 1985

### Selección nacional
- Copa Africana de Naciones (1): 1974

### Individual
- Seleccionado en la lista de los 200 mejores futbolista africanos de la historia en 2006.[4]